# Cantorchilus longirostris
Cantorchilus longirostris là một loài chim trong họ Troglodytidae.